# Murchison (Australie-Occidentale)
Pour les articles homonymes, voir Rivière Murchinson.
La Murchinson (anglais : The Murchison River) est un fleuve d'Australie, le second plus long de l'Australie occidentale. 

## Géographie
Elle a un cours de 780 km depuis sa source sur le Yilgarn Plateau dans le sud des Robinson Ranges jusqu'à son embouchure dans l'océan Indien près de la ville de Kalbarri qui est la seule ville située sur son trajet. Elle a un débit annuel moyen de 200 millions de mètres cubes, soit 6,34 m3/s. 
Le bassin de la rivière couvre 82 000 km2 dans le Mid West de l'Australie occidentale, en Australie. Il s'étend sur 550 km entre l'océan et le Yilgarn Plateau. La pluie tombe seulement sur la partie nord du bassin pendant les cyclones d'été de sorte que, pendant la plus grande partie de l'année, la rivière est à sec, ne formant qu'un long serpent de sable entrecoupé par endroits de quelques mares.
La limite est du bassin contient dans ses cuvettes un grand nombre de lacs salés qui ne se remplissent qu'après les pluies. Ces lacs forment une chaîne continue qui constitue la rivière Murchinson sur ses premiers 90 km puis la rivière va couler vers l'ouest puis le sud ouest et de nouveau vers l'ouest pour atteindre l'Océan Indien.
Près de la côte, la rivière coule dans une profonde gorge dont les grès sont riches en fossiles du Silurien. Cette gorge qui est encore sauvage est située dans le parc national de Kalbarri.

## Affluents
Elle a deux affluents principaux : la Sandford River et la Roderick river.

## Étymologie
La rivière doit son nom à l'explorateur George Grey qui atteignit la rivière en 1839; Son nom honore le géologue écossais Sir Roderick Murchison.